# Saschori
Saschori (Georgisch: სასხორი) is een dorp in centraal-Georgië met 332 inwoners (2014), gelegen in de gemeente Mtscheta (regio Mtscheta-Mtianeti). Het dorp ligt aan de voet van het Trialetigebergte op 14 kilometer van het gemeentelijk centrum Mtscheta en hemelsbreed 25 kilometer van het centrum van Tbilisi, vlak bij de rechteroever van de rivier Mtkvari.

## Geschiedenis
De geschiedenis van het dorp Saschori gaat terug naar de middeleeuwen. In 1441 wordt het dorp genoemd in de "Akte betreffende de schenking van Saschori aan koning Alexander Svetitskhovli", maar ook in andere documenten nadien.
Op 12 augustus 1121 vond in de nabijgelegen Didgorivallei de beroemde Slag van Didgori plaats. Deze slag geldt als een van de grootste en belangrijkste overwinningen in de Georgische geschiedenis, waarbij de Georgische troepen onder leiding van koning David IV de Seltsjoeken versloegen. In aanloop naar de slag leidde hij de 56.000 Georgische troepen vanaf Mtscheta door de Nitsjbisi vallei, waarbij men de locatie van het huidige Saschori moet zijn gepasseerd.
In de jaren 1970 werden plannen ontwikkeld voor een kalksteengroeve in Saschori, nadat de groeve in het nabijgelegen Kavtisjkevi aan het einde van de voorraad raakte. De kalksteen in dit gebied was van belang voor de grote cementfabriek in Kaspi. In 1984 werd overwogen een cementfabriek in Saschori te bouwen, waartoe concrete voorstellen werden ontwikkeld. Gebrek aan financiering zorgde ervoor dat de plannen niet werden doorgezet, alsook in 1991 en 2001.

## Demografie
Volgens de volkstelling van 2014 had Saschori 332 inwoners. Het dorp was toen op enkele inwoners na mono-etnisch Georgisch.
| Aantal                                                       | 363 | 438 |  | 351 | 332 |
| Verantwoording data: 1911, 1923, volkstellingen 2002 en 2014 |     |     |  |     |     |

## Bezienswaardigheden

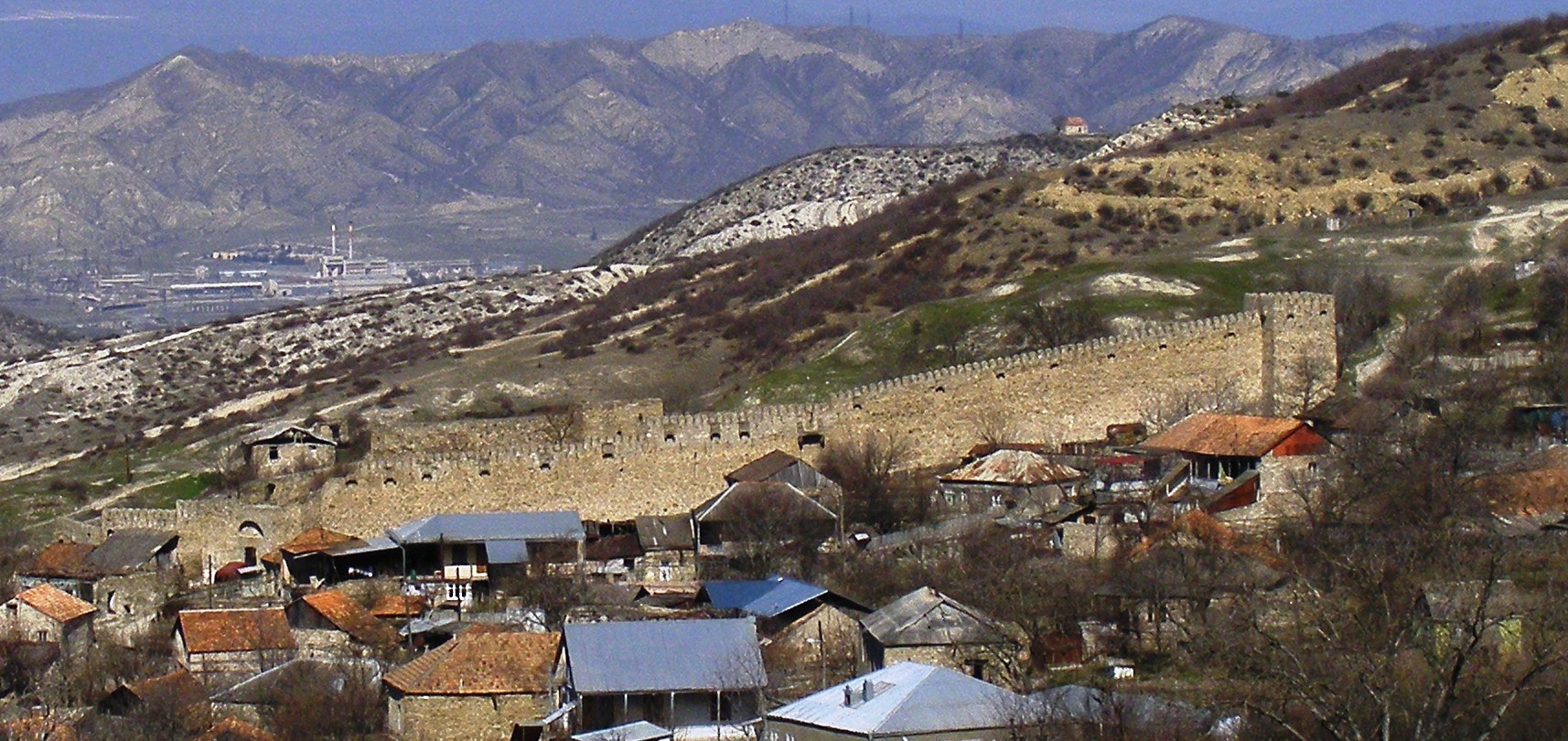
Tsitsisjvilikasteel in Kvemo Nitsjbisi

In het dorp en directe omgeving zijn enkele historische monumenten te vinden, waaronder kerken en een burchttoren:
- St Joriskerk, een hallenkerk uit de late feodale periode, gesitueerd op een heuveltop 500 meter ten zuiden van het dorp.
- Aartsengelkerk, een hallenkerk uit 1704.
- Johanneskerk, een hallenkerk uit de late feodale periode, gesitueerd op de dorpsbegraafplaats.
- Onze Lieve Vrouwekerk, een kerk uit de feodale periode.
- Toren van Saschori, een gefortificeerde toren van vier verdiepingen uit de 17e eeuw.

De belangrijkste bezienswaardigheid bevindt zich in het nabijgelegen dorp Kvemo (Neder) Nitsjbisi, namelijk het Tsitsisjvilikasteel. Het kasteel, dat ook wel Nitsjbisikasteel genoemd wordt, dateert uit de 17e eeuw en bestaat uit diverse gebouwen en een ommuring die nog geheel overeind staat. In 2019 werd het kasteel tot nationaal cultureel erfgoed verheven.

## Vervoer
Door Saschori passeert de Sh29 (Tbilisi - Gori) die diverse steden aan de zuidkant van de Mtkvari met elkaar verbindt. In het dorp start de nationale route Sh153 vanaf de Sh29, die via Nitsjbisi door het Trialetigebergte leidt naar Manglisi in Kvemo Kartli. Deze weg bereikt vlak bij het monument van de Slag bij Didgori een hoogste punt van 1830 meter boven zeeniveau.
Het dichtstbijzijnde spoorwegstation is vijf kilometer oostelijk te vinden in Dzegvi en ligt aan de Tbilisi - Gori spoorlijn.